# Отепя (волость, 2017)
О́тепя, также О́тепяэ (эст. Otepää vald) — волость в Эстонии в составе уезда Валгамаа. Образована в 2017 году. Административный центр — город Отепя.

## География
Волость Отепя является одним из трёх самоуправлений уезда Валгамаа. Расположена в Южной Эстонии, в северо-восточной части Валгамаа, на возвышенности Отепя. Соседние волости: Валга, Тырва, Элва, Ныо, Камбья, Канепи и Антсла.
Площадь волости — 520,22 км², плотность населения на 1 января 2024 года составила 12,2 чел/км².
На территории площади расположено около 65 озёр, самое большое из которых — Пюхаярв, в южной части которого берёт начало река Вяйке-Эмайыги. Волость является одной из самых высоких над уровнем моря в Эстонии. Самые высокие вершины — гора Куутсемяги (217 метров) и Харимяги (212 м). На территории волости находится часть природного парка Отепя, а также 13 областей международной природоохранной сети Натура 2000.
Полезные ископаемые: щебень и песок. Крупнейший работающий карьер — карьер Сийму, занимающий площадь в 11,61 гектара и находящийся в муниципальной собственности.

## История

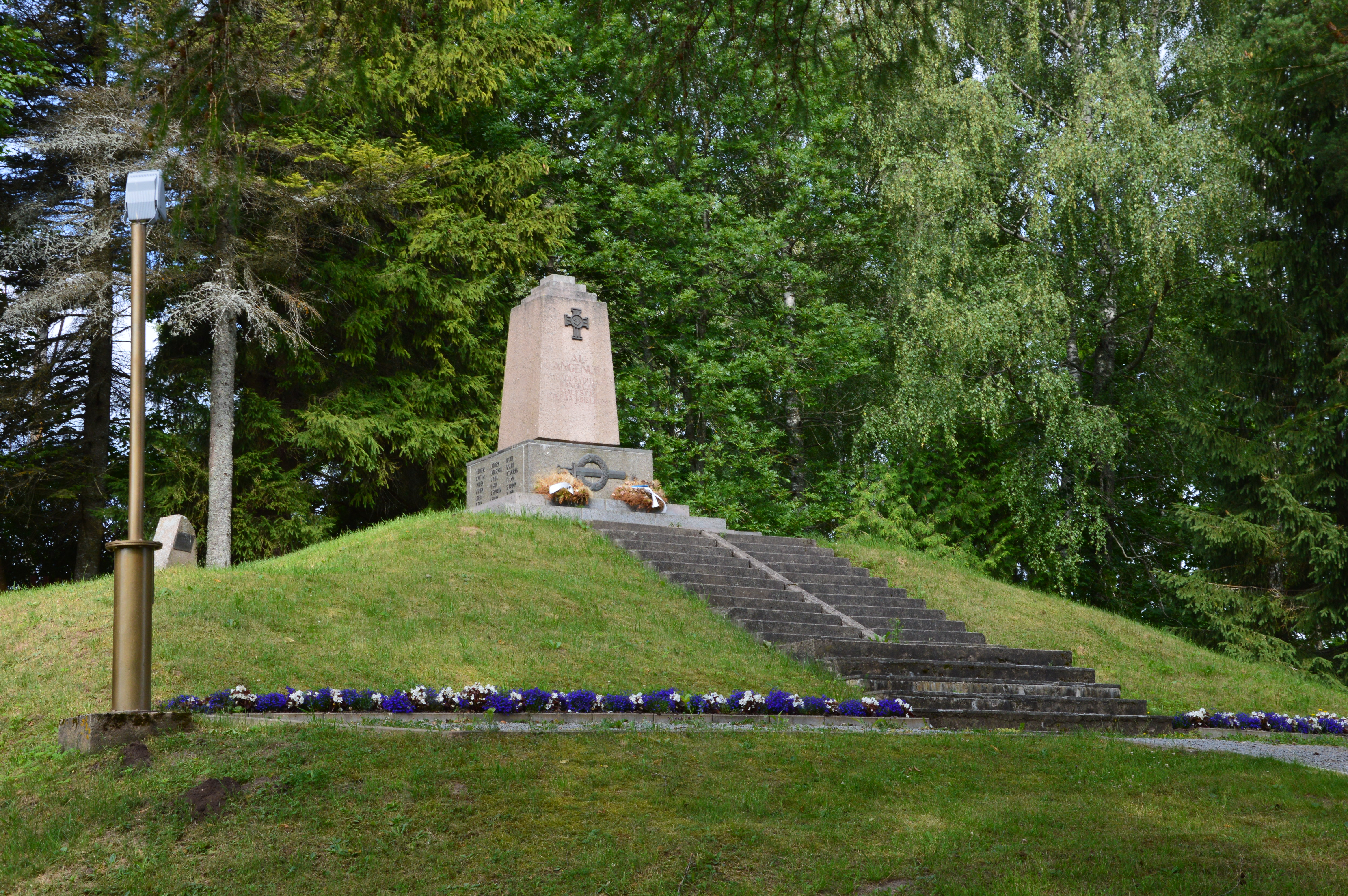
Памятник Эстонской освободительной войне в городе Отепя

Волость Отепя создана в 2017 году в результате административно-территориальной реформы путём слияния волостей Сангасте, Отепя, семи деревень волости Палупера и двенадцати деревень волости Пука. Юридическим местом нахождения волостного собрания и волостной управы, а также административным центром волости является внутриволостной город Отепя, пункты обслуживания работают в посёлках Сангасте и Пука и в деревне Ныуни.
Согласно наиболее распространённому мнению, происхождение топонима Отепя связано с формой местной горы, которая напоминает голову медведя (на эстонском языке Otepää дословно — «голова медведя»). В 1224 году, когда Отепя короткое время был центром Тартуского епископства, епископ Германн начал здесь строительство первого в Эстонии каменного городища. Оно было разрушено немецкими орденоносцами предположительно в 1396 году и больше не восстанавливалось.
Во время Северной войны были разрушены все окрестности Отепя и сожжена местная церковь. В 1841 году на этих землях произошло восстание крестьян против мызников, известное под названием «Война в Пюхаярве».
4 июня 1884 года в здании пастората Отепяэской церкви был освящён сине-черно-белый флаг Общества эстонских студентов, который впоследствии стал эстонским национальным флагом, а с 1991 года — государственным флагом Эстонии. В церкви есть памятная доска, посвящённая этому событию, и «Комната эстонского флага».
Трагическими для Отепя стали августовские дни 1944 года, когда в ходе сражений Советской армии c войсками вермахта была разрушена бо́льшая часть города.
В советское время на территории сельсовета Отепя, часть которой относится к нынешней волости Отепя, работали такие предприятия, как авторемонтный завод, Отепяское отделение Выруcкого комбината молочных продуктов, колхозы «Коммунист», «Кеэни», «Отепя», «Пука», «Сангасте», Сангастеский селекционно-исследовательский участок Эстонского НИИ земледелия и мелиорации. Всесоюзную известность имели Кяэрикуская спортивная база и Отепяский лыжно-спортивный центр.
Историческое русское название волости во времена Российской империи — Старо-Отепеская волость (нем. Alt-Odenpäh, Gemeinde).

## Символика
Герб: на чёрном щите золотая голова медведя.

Флаг: на жёлто-белом, разделённом вдоль полотнище чёрная полоса и герб волости Отепя. Соотношение ширины и длины флага 7:11, нормальный размер 105×165 см.
Символика была принята в использование 24 июля 1992 года.

## Населённые пункты
В составе волости 1 внутриволостной город, 2 посёлка и 52 деревни.
Город: Отепя.

Посёлки: Пука, Сангасте.

Деревни: Арула, Ваалу, Ваарди, Вана-Отепяэ, Видрике, Ильмярве, Кассиратта, Кастолатси, Каурутоотси, Кеэни, Кибена, Койгу, Колли, Комси, Куйгатси, Куревере, Кяхри, Кяэрику, Лаукюла, Лоссикюла, Лутике, Макита, Меэгасте, Мити, Мягестику, Мягисте, Мяха, Мярди, Мяэкюла, Неэрути, Ныуни, Нюпли, Отепяэ, Педаямяэ, Пилкузе, Плика, Пранге, Принги, Пыру, Пюхаярве, Пяйдла, Раудсепа, Ресту, Ристтеэ, Рууна, Ряби, Сарапуу, Сихва, Тийду, Труута, Тыутси, Яду.

## Демография по данным Регистра народонаселения
По данным Регистра народонаселения, который ведёт Министерство внутренних дел Эстонии, по состоянию на 1 января 2020 года в волости проживал 6481 человек, из них 3280 мужчин и 3201 женщина. В городе Отепя насчитывалось 2137 жителей, в деревнях — 4344. Число жителей волости постоянно снижается: если в 2008 году на территории волости их насчитывалось 7470, то в 2011 году — 7319, в 2014 году — 7042, в 2018 году — 6636.
Естественный прирост населения в волости негативный, сальдо миграции большинство лет также негативное. По состоянию на 1 января 2018 года удельный вес жителей трудоспособного возраста (15–64 года) составил 64,8 %, пенсионного возраста (65 лет и старше) 21,4 % и детей (0–14 лет) — 13,8 %. Согласно прогнозу по базовому сценарию к 2040 году число жителей волости по сравнению с 2018 годом уменьшится на 12–13%. Согласно прогнозу по миграционному сценарию к 2040 году население волости существенно состарится, и жители в возрасте 65 лет и старше будут составлять 35 %, а дети в возрасте 0–14 лет всего 10 %.
Эстонский язык называет родным более 97 % населения волости.

## Данные Департамента статистики

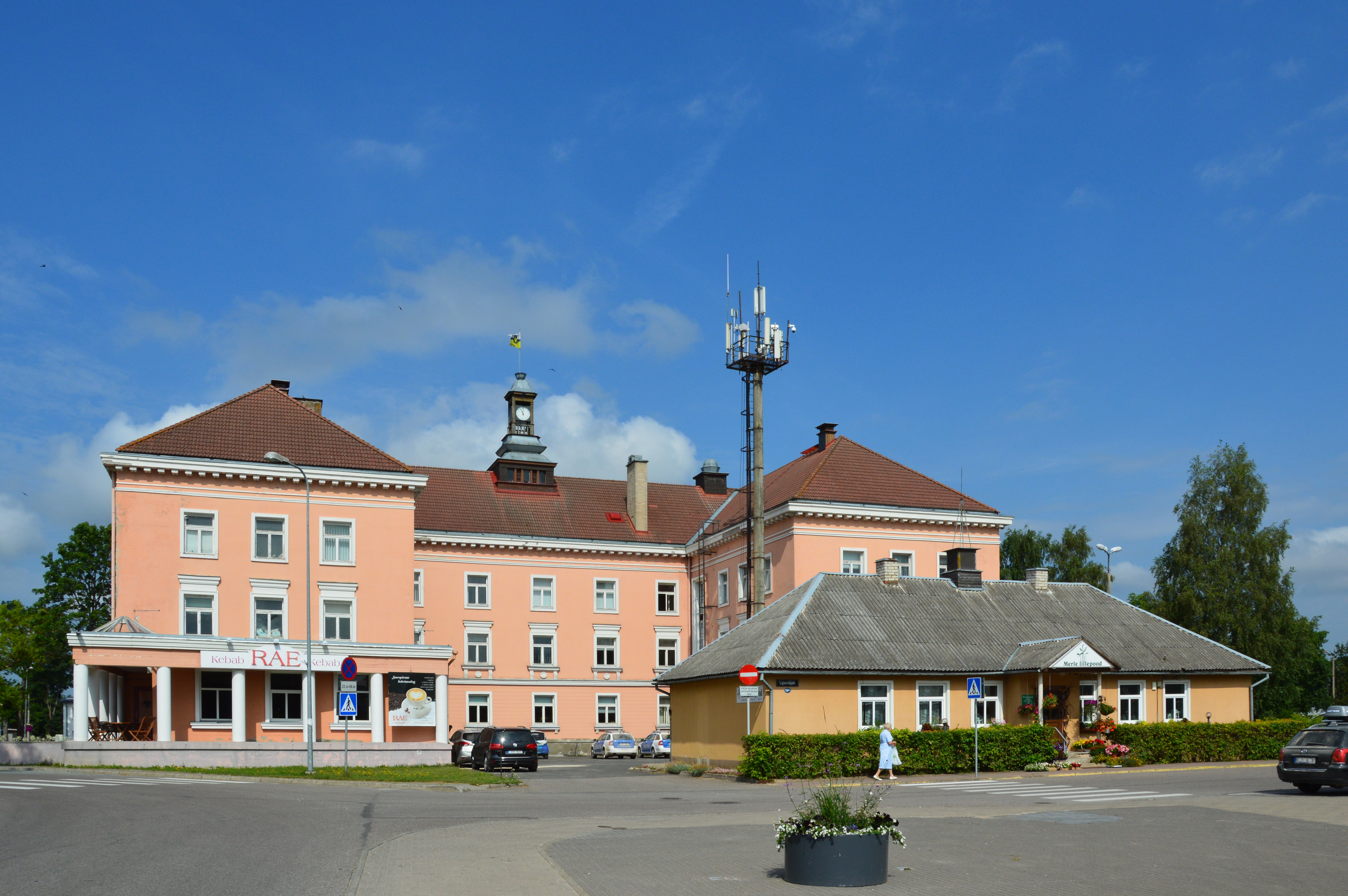
Город Отепя

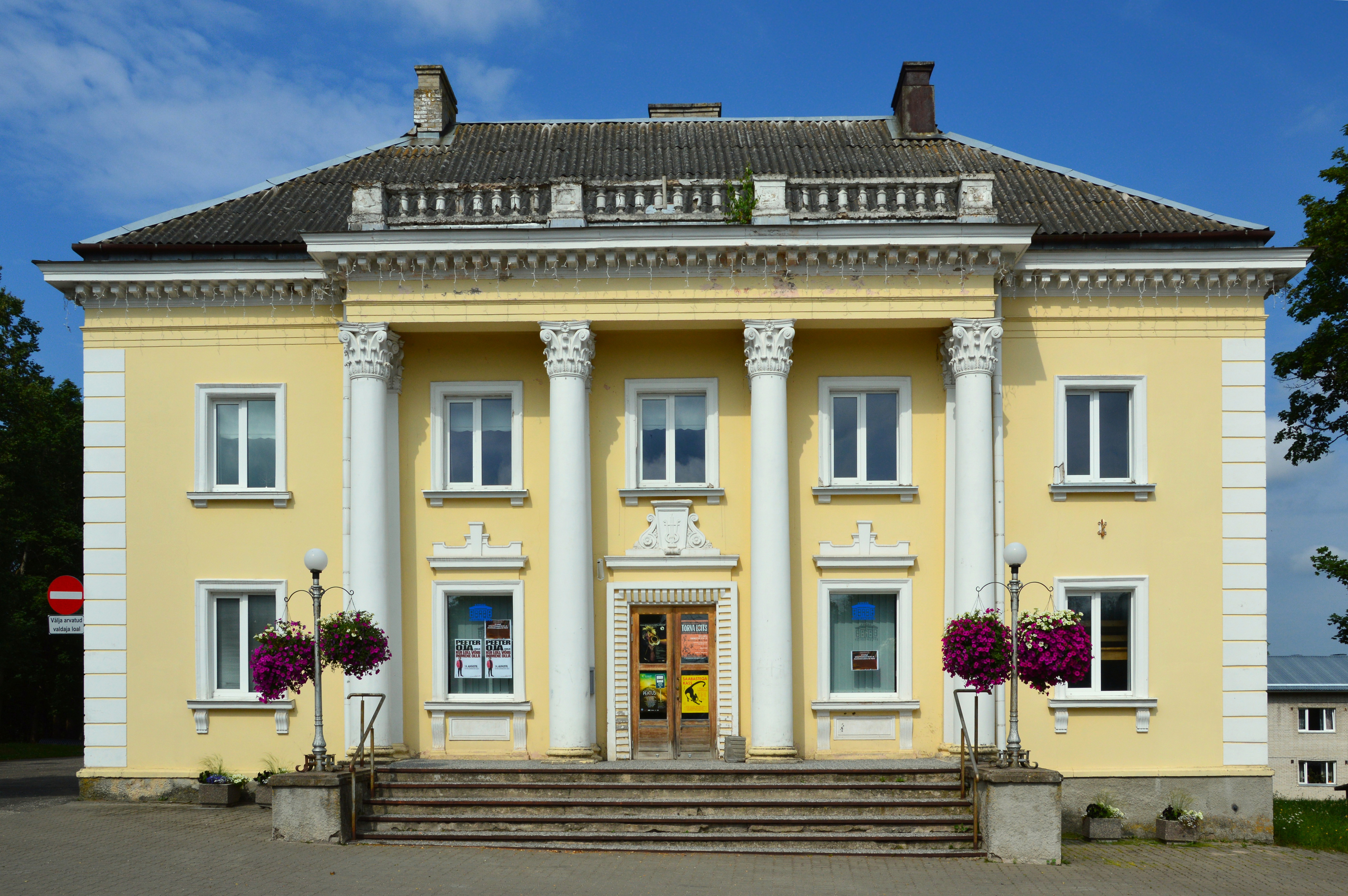
Дом культуры Отепя

Данные Департамента статистики Эстонии о волости Отепя:
Число жителей на 1 января каждого года:
| Год  | 2015 | 2016   | 2017   | 2018   | 2019   | 2020   | 2021   | 2022   | 2023   | 2024   |
| ---- | ---- | ------ | ------ | ------ | ------ | ------ | ------ | ------ | ------ | ------ |
| Чел. | 6785 | ↘ 6680 | ↘ 6600 | ↘ 6495 | ↘ 6456 | ↘ 6404 | ↗ 6412 | ↘ 6238 | ↗ 6388 | ↘ 6342 |

Число рождений (живорождённых):
| Год  | 2015 | 2016 | 2017 | 2018 | 2019 | 2020 | 2021 | 2022 | 2023 |
| ---- | ---- | ---- | ---- | ---- | ---- | ---- | ---- | ---- | ---- |
| Чел. | 60   | ↗ 65 | ↘ 54 | ↗ 65 | ↘ 64 | ↗ 66 | ↗ 72 | ↗ 86 | ↘ 36 |

Число умерших:
| Год  | 2015 | 2016 | 2017  | 2018  | 2019  | 2020 | 2021  | 2022  | 2023 |
| ---- | ---- | ---- | ----- | ----- | ----- | ---- | ----- | ----- | ---- |
| Чел. | 83   | ↗ 96 | ↗ 114 | ↘ 102 | ↗ 105 | ↘ 80 | ↗ 123 | ↘ 101 | ↘ 95 |

Зарегистрированные безработные*:
| Год  | 2015 | 2016 | 2017 | 2018 | 2019 | 2020 | 2021 | 2022 | 2023 |
| ---- | ---- | ---- | ---- | ---- | ---- | ---- | ---- | ---- | ---- |
| Чел. | 140  | 127  | 144  | 160  | 149  | 152  | 185  | 178  | 205  |

*2015—2019 годы — среднегодовое число, с 2020 года — на 1 января.
Средняя брутто-зарплата работника:
| Год  | 2015 | 2016  | 2017   | 2018   | 2019   | 2020   | 2021   | 2022   |
| ---- | ---- | ----- | ------ | ------ | ------ | ------ | ------ | ------ |
| Евро | 902  | ↗ 961 | ↗ 1029 | ↗ 1089 | ↗ 1170 | ↗ 1229 | ↗ 1295 | ↗ 1378 |

В 2019 году волость Отепя занимала 46 место по величине средней брутто-зарплаты работника среди 79 муниципалитетов Эстонии.
Число учеников в школах:
| Год  | 2015 | 2016  | 2017  | 2018  | 2019  | 2020  | 2021  | 2022  | 2023  | 2024  |
| ---- | ---- | ----- | ----- | ----- | ----- | ----- | ----- | ----- | ----- | ----- |
| Чел. | 740  | ↘ 725 | ↘ 729 | ↗ 729 | ↘ 724 | ↗ 731 | ↗ 751 | ↘ 748 | ↗ 754 | ↘ 740 |

## Инфраструктура

### Образование
В волости работают 4 детсада, 2 из которых — при школах. В 2017/2018 учебном году их посещали 270 детей.
Общеобразовательные учреждения: гимназия Отепя, 3 основных школы и филиал спортивной гимназии предприятия «Аудентес». В гимназии для обмена информацией с создана компьютерная среда «Koolitark», для электронного делопроизводства в 2014 году школы присоединились к государственной инфосистеме EKIS (эст. Eesti koolide haldamise infosüsteem), которая использует протокол передачи данных DHX .
В городе Отепя есть музыкальная школа, в посёлке Пука — художественная школа; в 2017/2018 учебном году в них было соответственно 84 и 24 учащихся.

### Медицина и социальное обеспечение
Жителей волости принимают 3 семейных врача в Центре здоровья Отепя; по 2 семейных врача и по 2 медсестры посменно в работают в Сангасте и Пука. В Отепя есть зубная клиника и отдельно работает несколько стоматологов. Региональной больницей для жителей волости является Клиника Тартуского университета. Аптеки работают в городе Отепя и посёлках Сангасте и Пука.
Услуги по уходу, реабилитации и сестринские услуги оказывают Центр здоровья Отепя и Реабилитационный центр Отепя (создан в 2011 году, с 2019 года носит название Центр раннего вовлечения — Varajase Kaasamise Keskus). Цель последнего — оказание поддержки и профессиональной помощи детям с особыми потребностями и их родителям; он принимает участие в проекте «Развитие и предоставление услуг поддержки для детей с ограниченными возможностями и содействие совмещению работы и семейной жизни» в рамках программы Европейского социального фонда 2014–2020 годов «Услуги социального обеспечения, поддерживающие участие на рынке труда». Дома по уходу работают в деревне Комси (30 мест круглосуточного ухода) и в посёлке Сангасте (32 места дневного и 30 мест круглосуточного ухода).
Услуги социального транспорта предлагают Центр здоровья Отепя и паевое товарищество Urmi Väikebuss. Цена в границах города Отепя — 5,00 евро за одну поездку, за пределами города – 0,40 евро/километр.

### Культура, досуг и спорт

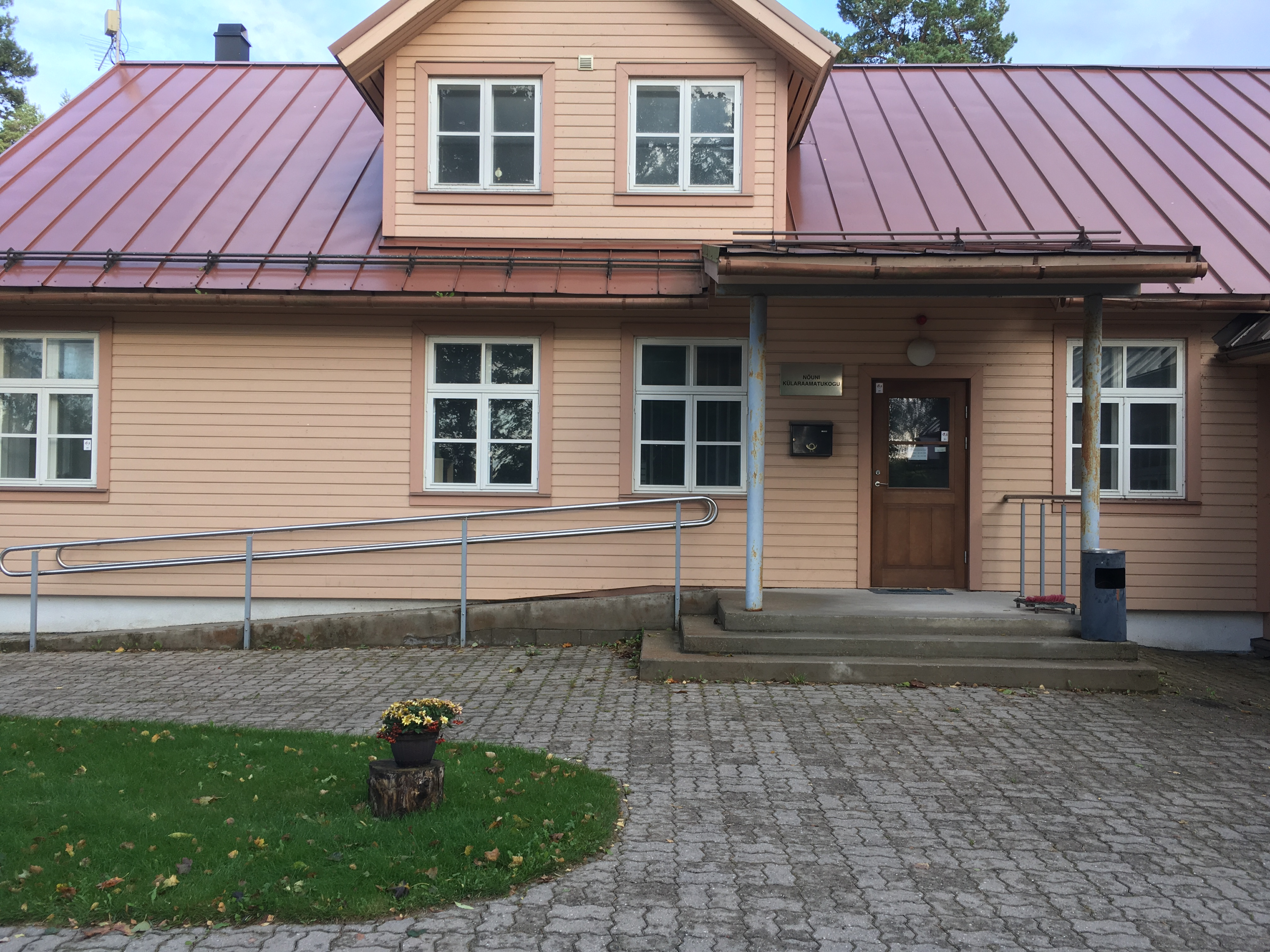
Сельская библиотека Ныуни

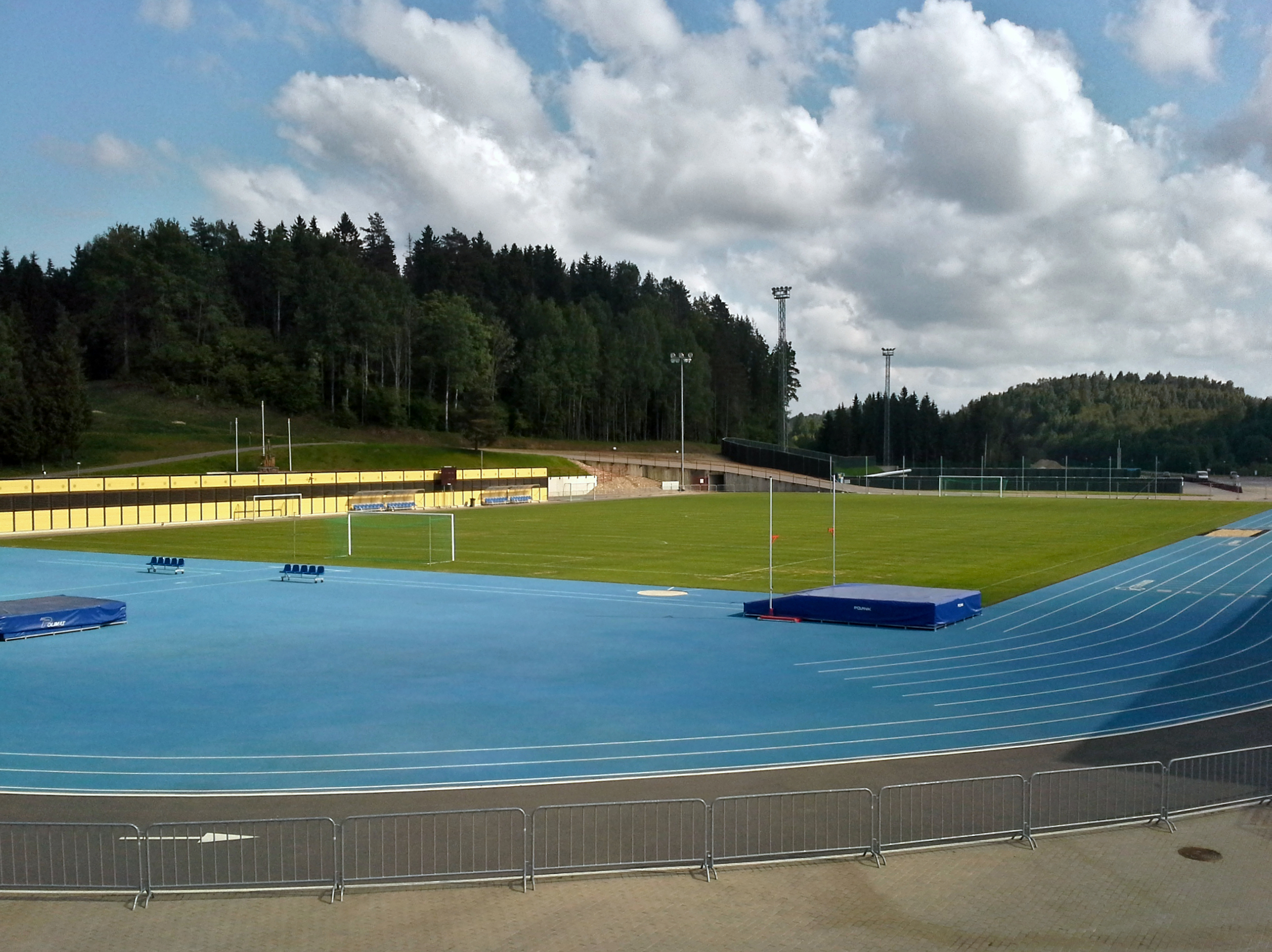
Лыжный стадион Техванди весной

В волости работает 6 библиотек, как подразделения единой волостного предприятия «Библиотека Отепя» («Otepää Raamatukogu»). Как подразделения волостного учреждения «Культурные центры Отепя» (Otepää Kultuurikeskused) работают Дома культуры в Отепя, Сангасте, Ныуни и Пука. В деревне Куйгатси действует Сельский дом.
В Отепя действует Открытый молодёжный центр для возрастной группы от 7 до 26 лет включительно. С 2009 года работает Молодёжный центр «Сванк» («Svank») в деревне Кеэни. В помещениях Дома культуры деревни Ныуни в 2011 году начала работать Молодёжная комната. В 2015 году по инициативе молодёжных активистов был открыт молодёжный центр «Ноортепеса» («Noortepesa» — с эст. буквально «гнездо молодёжи») в посёлке Пука.
Кружки по интересам в гимназии Отепя: два хора малышей, детский хор, хор мальчиков, смешанный хор, 7 групп народного танца, кружки робототехники, рукоделия, гимнастики, игры в мяч, столярный, художественный, шахматный, химический.
В волости проводится множество традиционных культурных мероприятий: Дни камерной музыки, Пюхаярвеские дни духовой музыки, музыкальные фестивали «Retro Best» и «Озёрная музыка Лейго» («Leigo järvemuusika»), зимний певческий праздник, «Ржаной праздник» в Сангасте и др. С 2009 года на берегу озера Ныуни проводится концерт в честь праздника «Ночь древних огней».
Крупнейшие спортивные объекты и комплексы волости: спортивный центр Техванди, спортивный центр Кяэрику, спортхолл Отепя, Центр отдыха Куутсемяэ (горные лыжи, сноуборд), Центр Вяйке-Мунамяэ, Центр горных лыж Ансомяэ, Центр спорта и отдыха Пийри, спортзал гимназии Отепя, «Парк приключений» в Техванди и др. Действует более 20 спортивных клубов. Зимой в волости традиционно стартует одно из самых известных спортивных мероприятий Эстонии — Тартуский марафон. Здесь также проводятся марафоны по бегу и на велосипедах, авторалли «Rally Estonia», триатлон «Otepää IronMan», этап Кубка мира по лыжным гонкам и этап Кубка мира по лыжному двоеборью, биатлон «IBU CUP» и др.
У озера Пюхаярве, на землях бывшей мызы Пюхаярве, расположен большой центр отдыха и спа-отель «Pühajärve Spa&Puhkekeskus» .
Летом 2010 года в деревне Куйгатси (в то время она входила с состав волости Пука) прошло мероприятие под названием «Летние дни эстонской Википедии».

### Транспорт
У города Отепя есть прямое автобусное сообщение с Таллином, Тарту, Валга, Тырва, Элва и Антсла. Через волость проходит несколько уездных автобусных маршрутов, организована перевозка учащихся школьными автобусами. Западную часть волости пересекает железная дорога Тарту—Валга и проходит по её юго-западной границе; пассажирские поезда останавливаются в посёлке Пука и на станциях Кеэни и Мягисте.

### Жилая среда
По состоянию на 2015 год многоквартирные дома были в городе Отепя (48 домов), посёлках Сангасте и Пука и в деревнях Кеэни и Ныуни. В городе Отепя 30 % всех многоквартирных домов было построено до 1945 года и 5 % — после 1991 года; за пределами города квартирные дома были построены в основном в 1961—1980 годах. Большинство зданий требует утепления фасадов и переделки в энергосберегающий тип. В волости имеется 51 муниципальная квартира.
В 2018 году центральное водоснабжение и канализация были в городе Отепя, в посёлках Пука и Сангасте, в деревнях Вана-Отепя, Кеэни, Комси, Лоссикюла, Ныуни, Отепя, Пюхаярве,  Пяйдла и Сихва. Потребителями центрального водоснабжения были около 46 % жителей волости, центральной канализации — несколько меньше. Остальное население использует личные глиняные колодцы и частные скважины. Имелись регионы с центральным и локально-центральным теплоснабжением.
Пункт государственной спасательной команды расположен в городе Отепя. В посёлке Пука и деревне Тийду действуют добровольные спасательные команды, в Сангасте — добровольная пожарная дружина.

## Экономика
Крупнейшие работодатели волости по состоянию на 31 декабря 2019 года:
| Предприятие/организация  | Вид деятельности                                    | Численность работников |
| ------------------------ | --------------------------------------------------- | ---------------------- |
| Otepää Vallavalitsus     | Волостная управа; орган государственного управления | 322                    |
| UPM-Kymmene OTEPÄÄ OÜ    | Производство шпона и фанеры                         | 263                    |
| Sanwood AS               | Производство мебели                                 | 121                    |
| Jumek AS                 | Производство мебели                                 | 95                     |
| Tehvandi Spordikeskus SA | Деятельность спортивных объектов                    | 94                     |

## Достопримечательности
Памятники культуры:
- православная церковь Ильмъярве

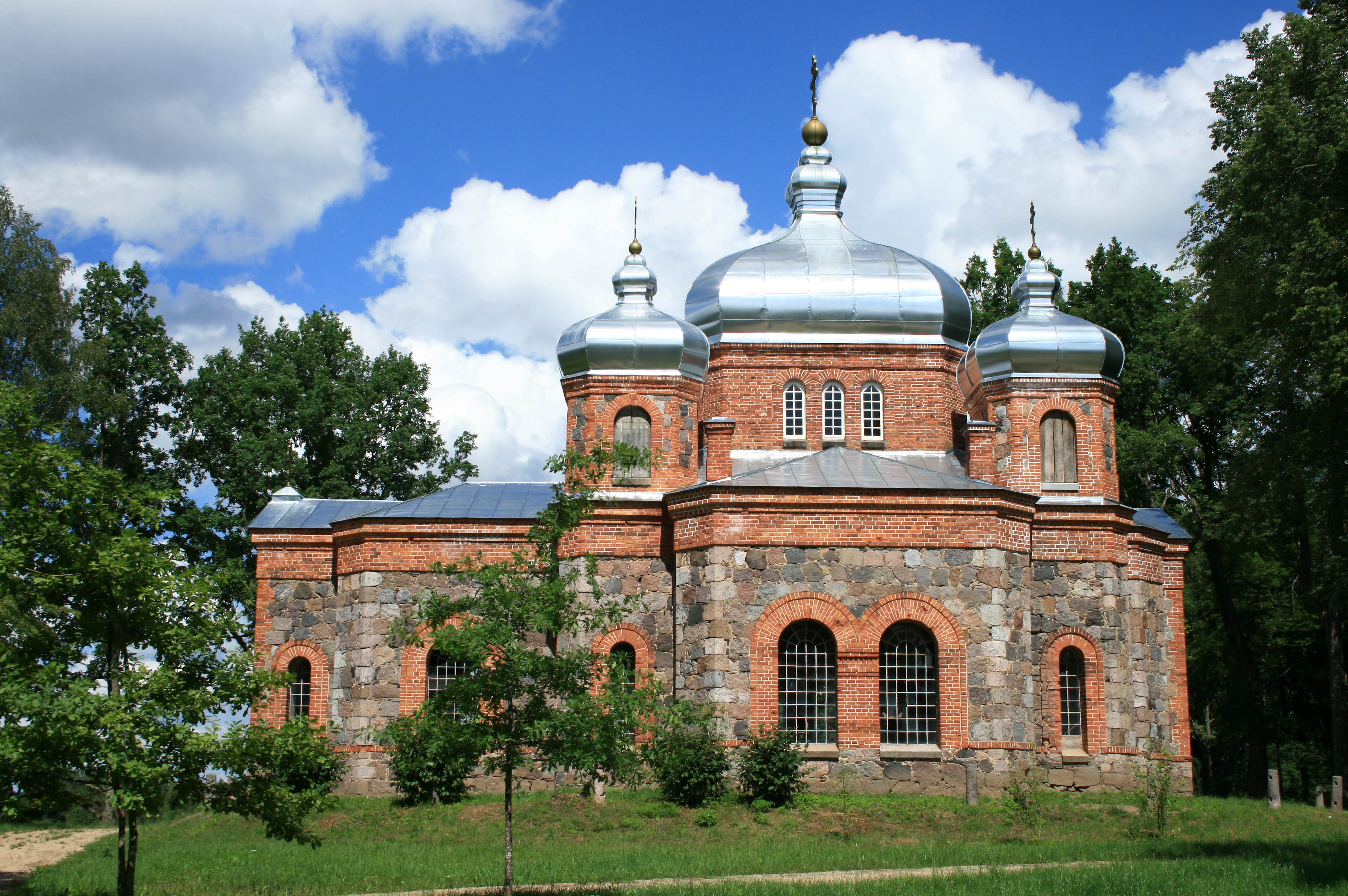
Православная церковь Ильмъярве

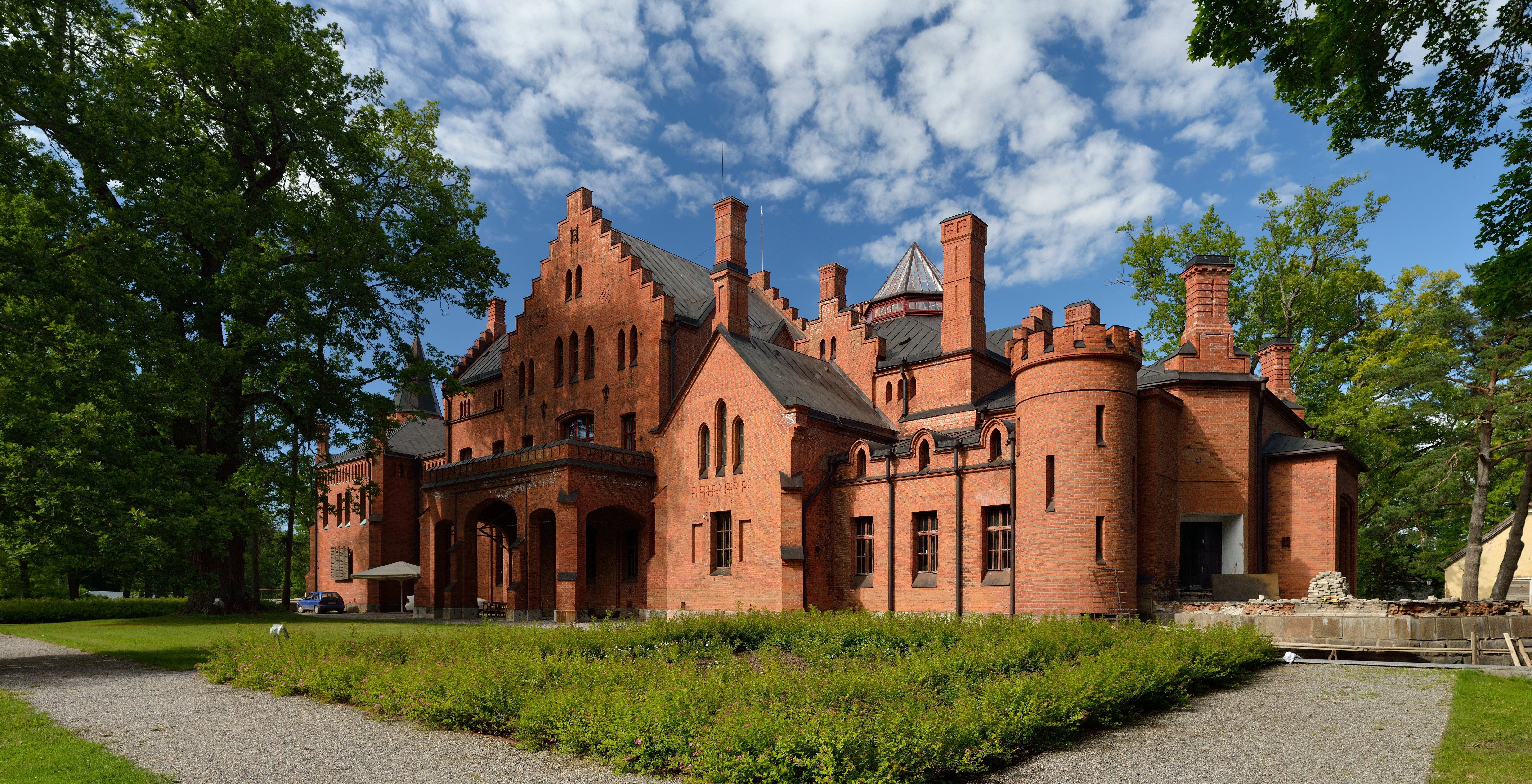
Замок Сагниц (Сангасте)

Построена из бутового камня и кирпича в 1873 году на средства Священного Синода и под опекой главы прибалтийских губерний России генерал-адъютанта П. А. Альбединского по проекту инженера-архитектора Баумана, освящена 6 января в честь Богоявления. Императором Александром II церкви были подарены два больших колокола: один весом 48 пудов, 32 фунта и второй — 18 пудов, 35 фунтов.
- церковь Святого Андрея Первозванного в Сангасте

Впервые упоминается в 1379 году, неоднократно была разрушена в течение разных войн и окончательно — в 1702 году. Нынешнее здание возведено в 1742 году;
- Отепяская церковь прихода Маарья (Отепяэская Мариинская лютеранская церковь)

Построена в неоготическом стиле, возведение завершено в 1890 году; алтарная картина «Распятый Христос» относится к 1880 году, орган работы Эрнста Карла Кесслера — к 1853 году. Обозначена на местности «жёлтым окном» общества National Geographic;
- мыза Сагниц (Сангасте)

Первые сведения относятся к 1522 году, строительство нынешнего главного здания мызы (замка Сангасте) велось в 1879—1881 годах, в настоящее время в нём работают отель и ресторан, принадлежит государству.
Другие достопримечательности:
- зимняя церковь Отепя, перестроена из старого подсобного здания пастората благодаря поддержке финнов, освящена 6 декабря 1992 года, в День независимости Финляндии;
- природный парк Отепя;
- гора Вяйке-Мунамяги, относительная высота около 80 м (высота над уровнем моря 207,5 м); с неё открывается панорама на расстояние более 50 км;
- холм Линнамяги, высота около 165,6 метров над уровнем моря, входит в список 21 уникального объекта Южной Эстонии, которые обозначены «жёлтыми окнами» National Geographic;
- каменный лабиринт в Отепя — копия всемирно известного Шартрского лабиринта, находится на холме в бывшей священной дубраве.

## Галерея

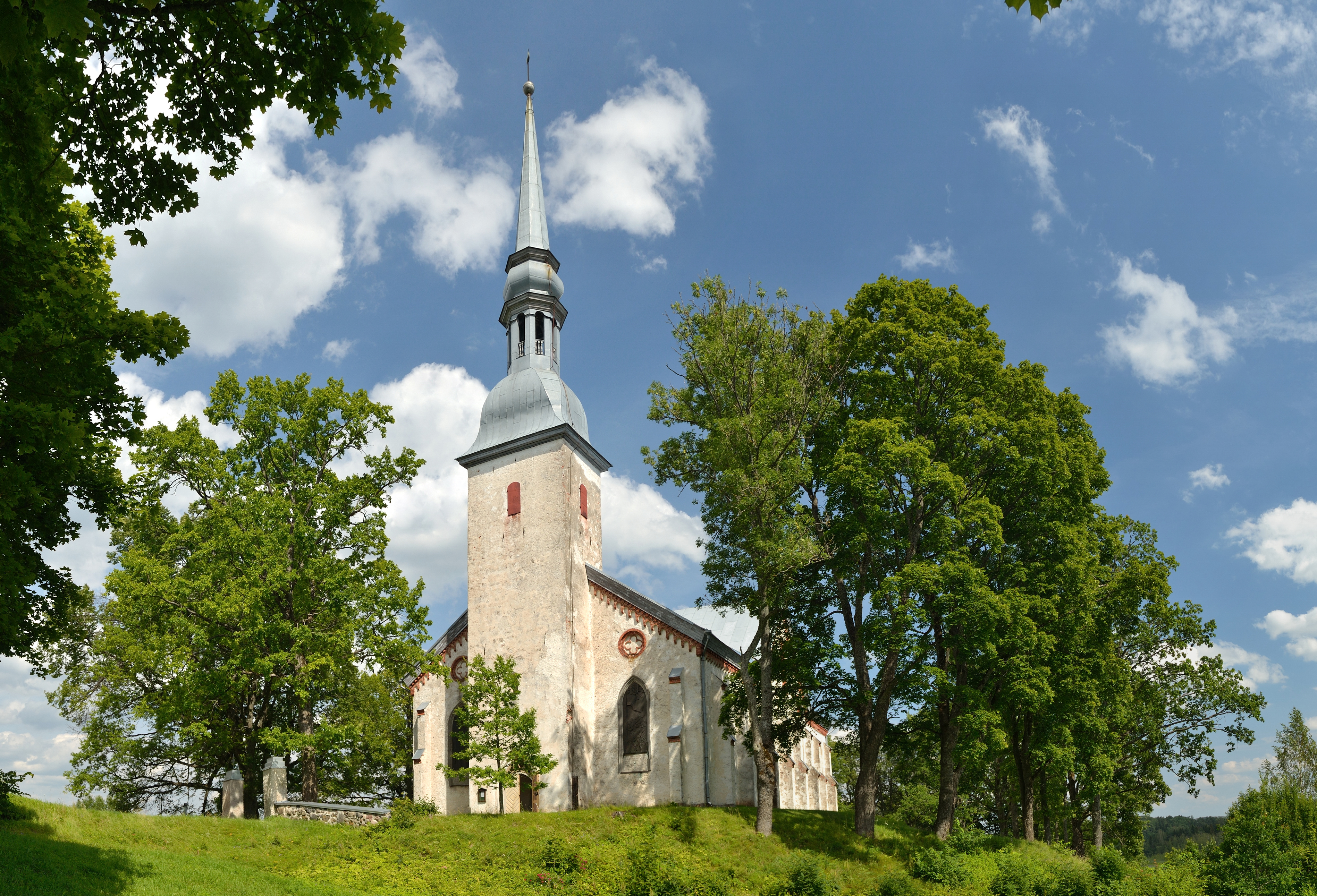
Отепяэская церковь
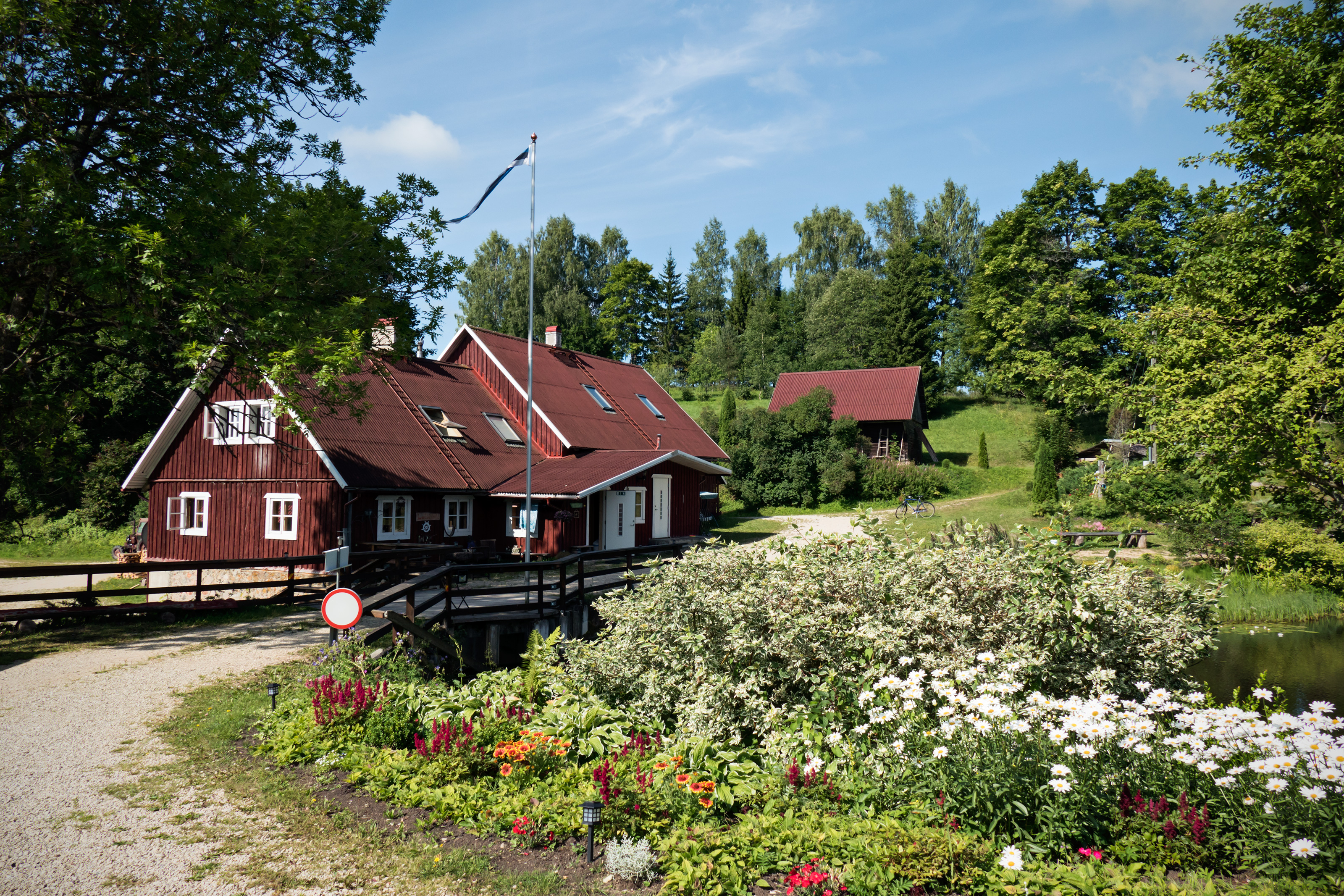
Туристический хутор Лутсу
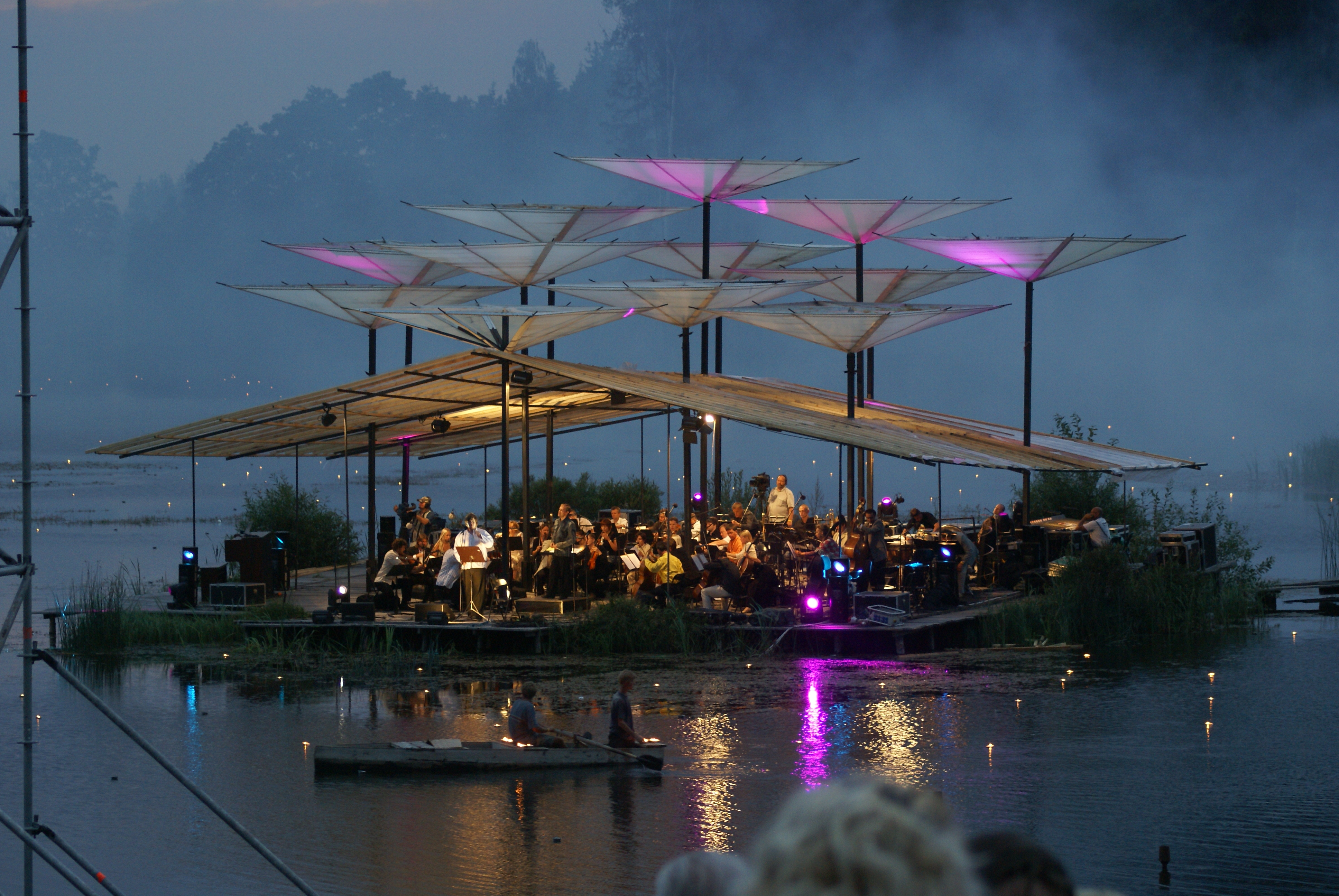
Фестиваль «Leigo Järvemuusika» в 2007 году
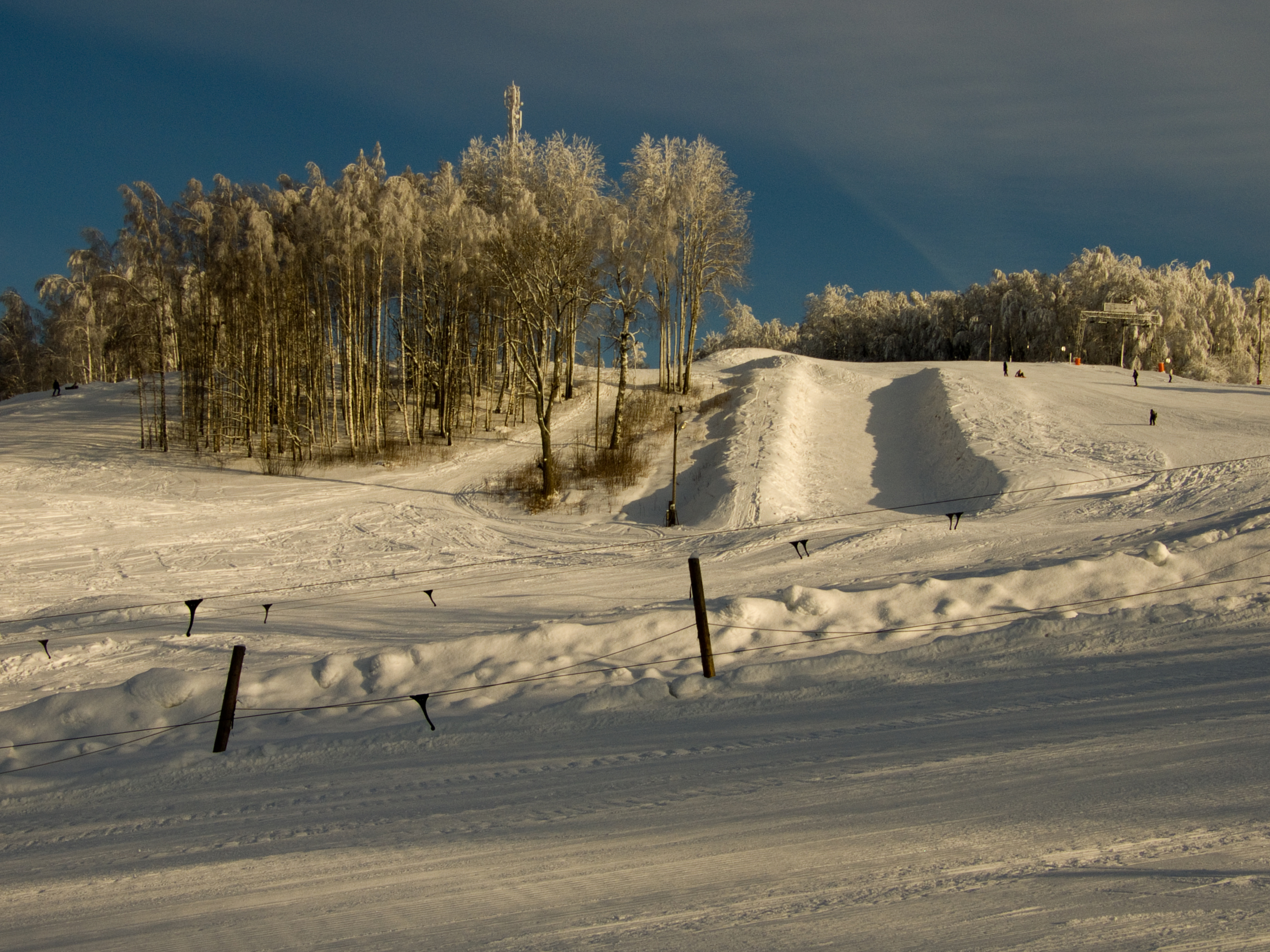
Гора Куутсемяги зимой
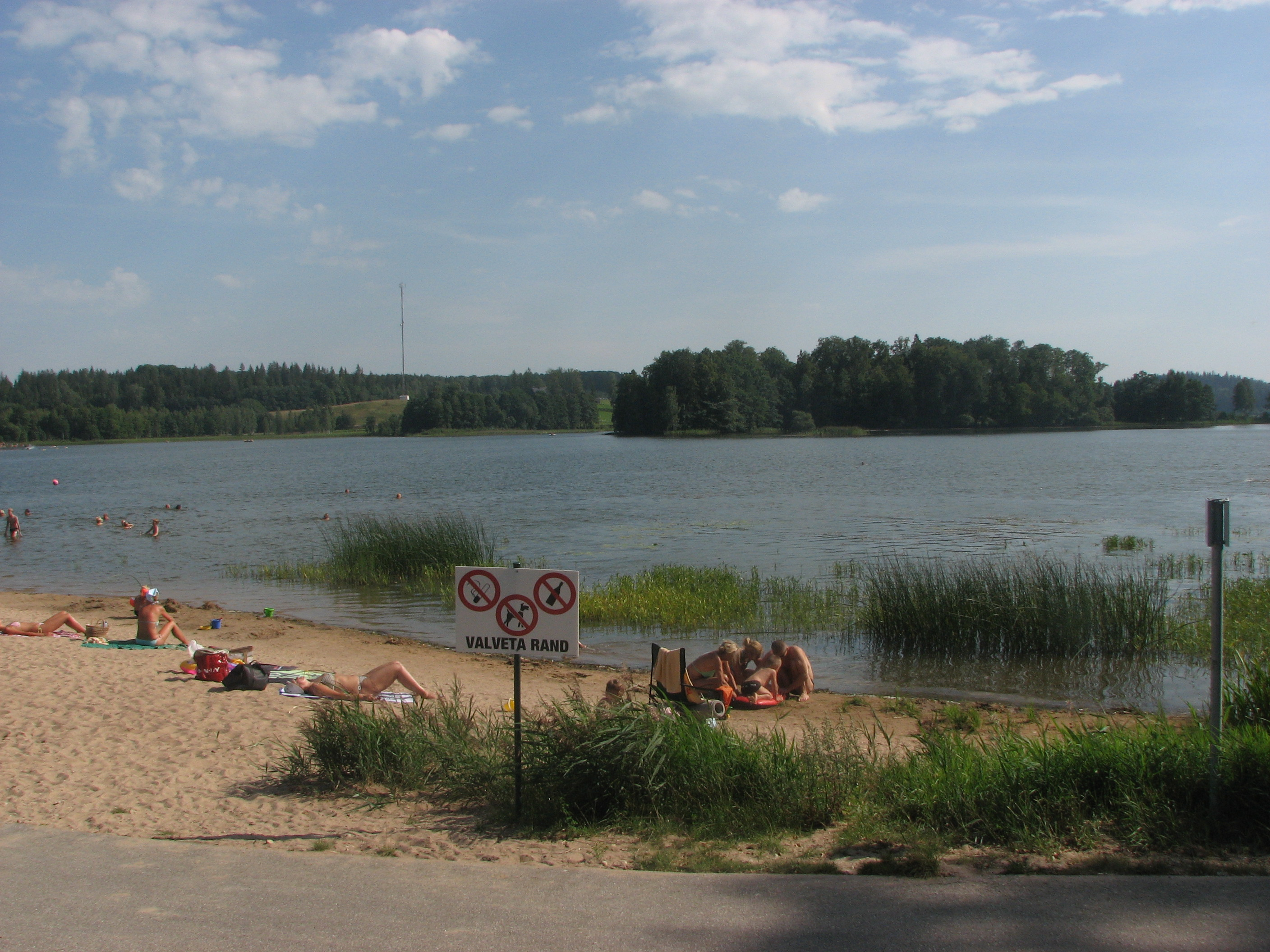
Озеро Пюхаярв
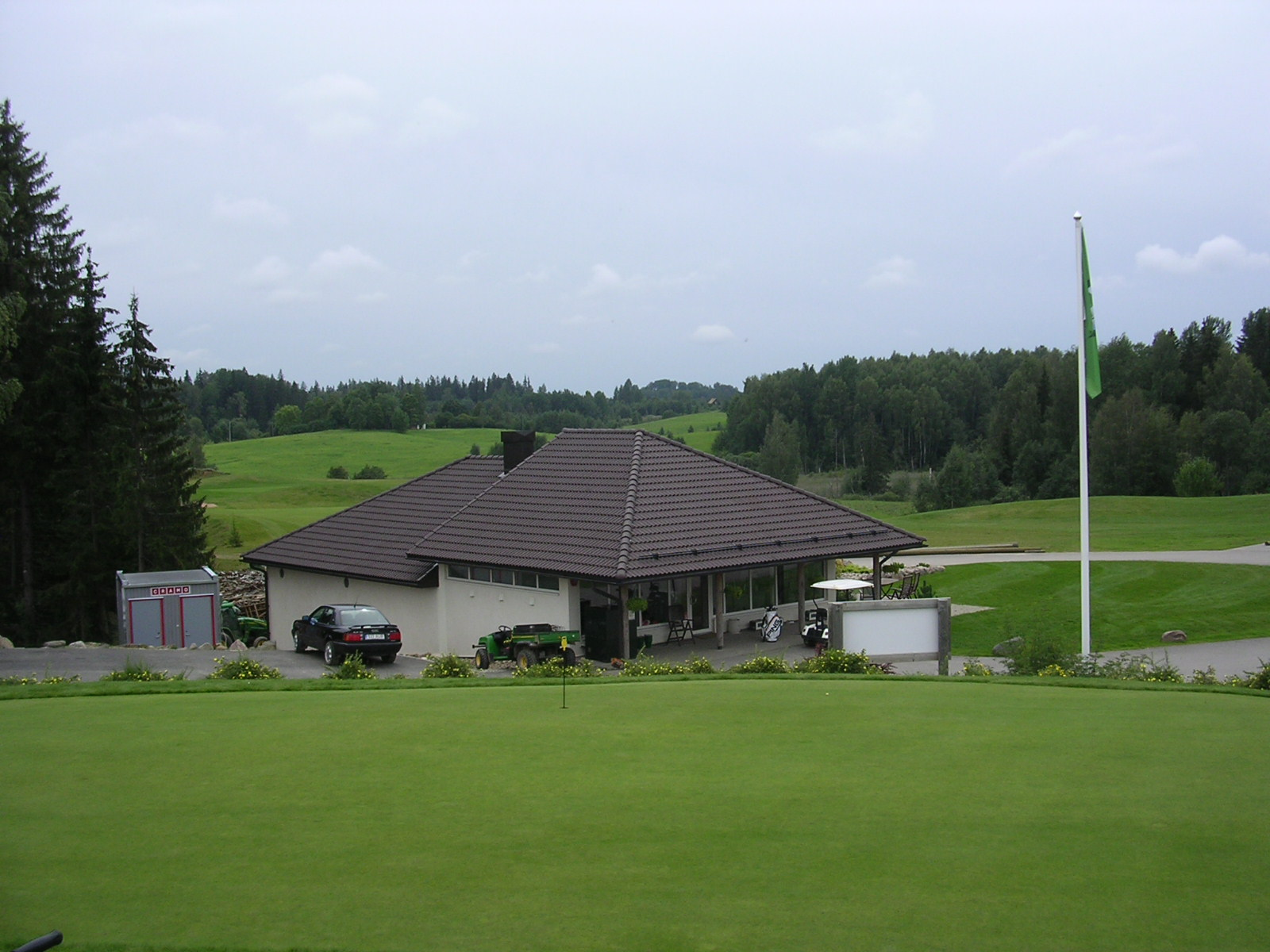
Гольф-клуб Отепя
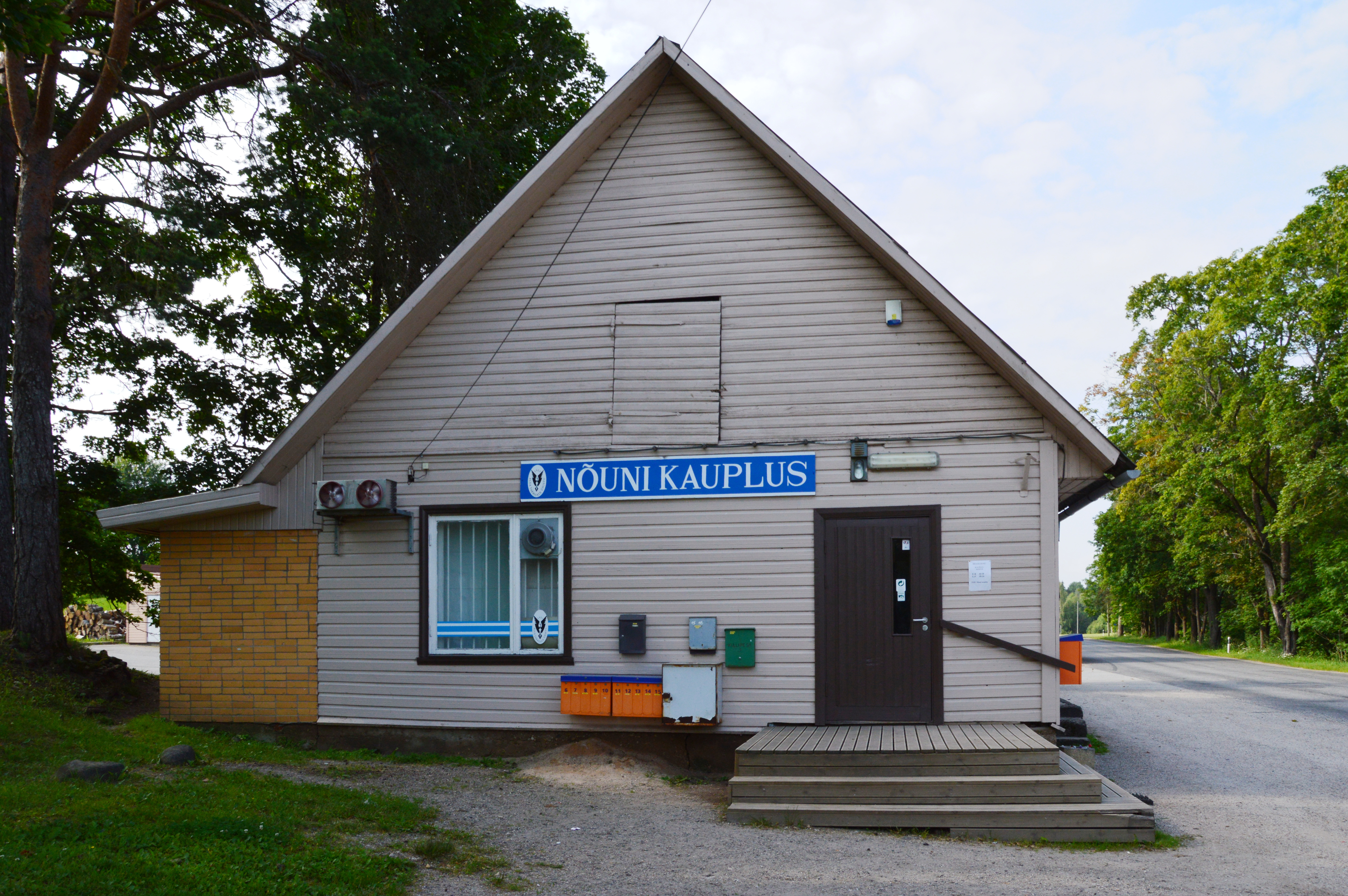
Магазин в деревне Ныуни
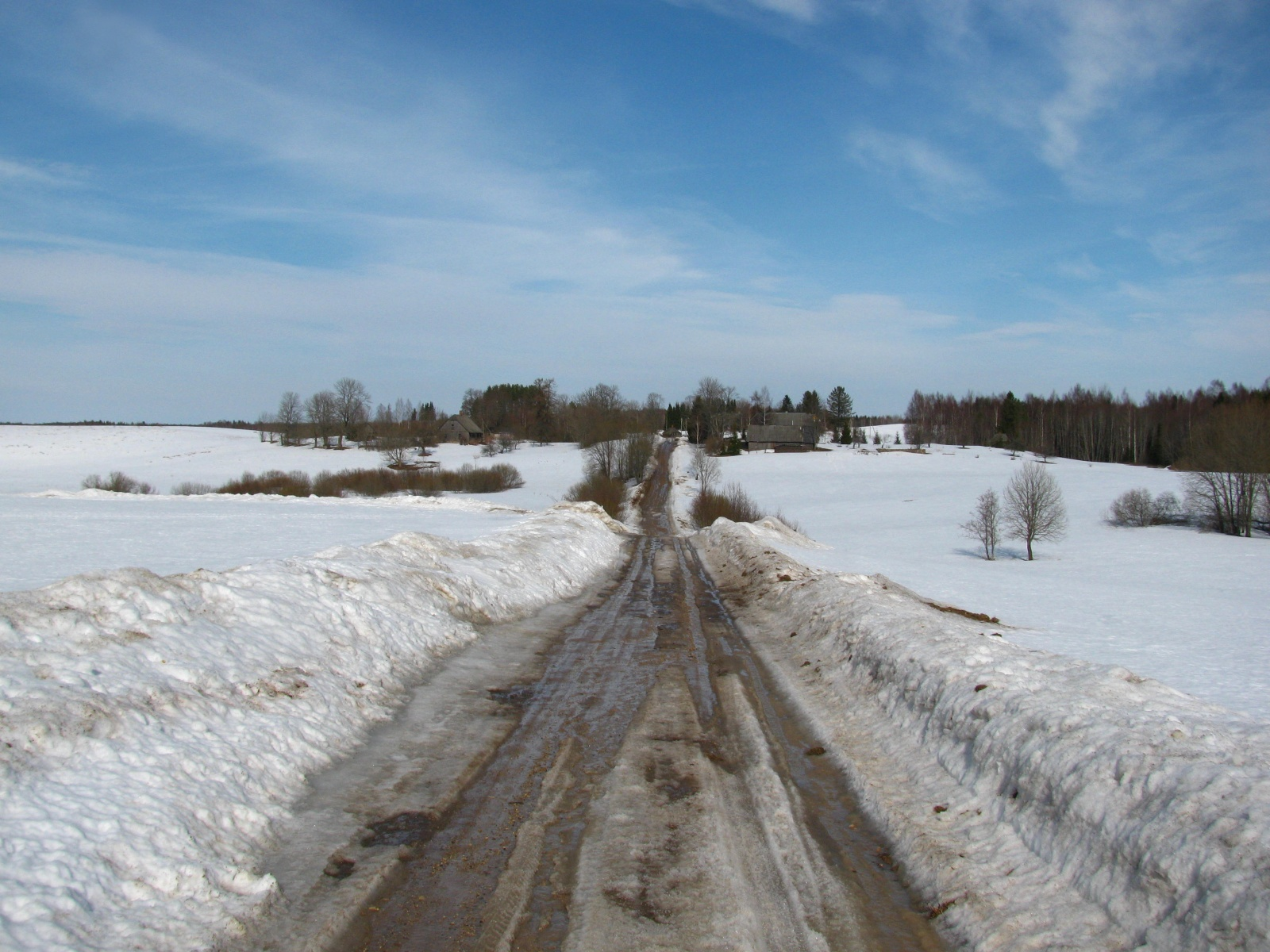
Зимний пейзаж в деревне Педаямяэ

## Комментарии
1. ↑  Эстонские топонимы, оканчивающиеся на -а, в русском языке не склоняются[22], а род получают по родовому слову, например, деревне присваивается женский род, хотя в эстонском языке нет категории рода.